# Derhaniwka
Derhaniwka (ukrainisch Дерганівка; russisch Дергановка Derganowka) ist ein Dorf im Südosten der ukrainischen Oblast Schytomyr mit etwa 800 Einwohnern (2001).

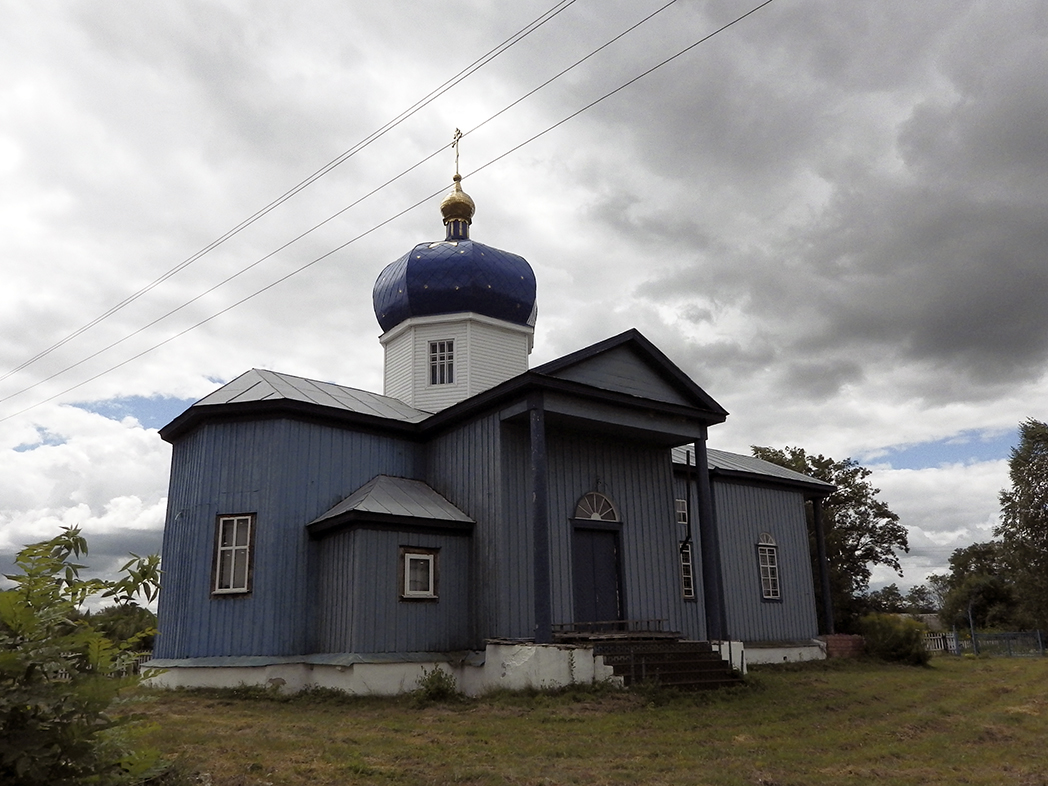
Dorfkirche

Das im 17. Jahrhundert erstmals schriftlich erwähnte Dorf (eine weitere Quelle nennt das Jahr 1185) liegt auf einer Höhe von 221 m am Ufer der Rostawyzja, einem 116 km langen, linken Nebenfluss des Ros, 16 km südwestlich vom ehemaligen Rajonzentrum Ruschyn und 87 km südlich vom Oblastzentrum Schytomyr. Derhaniwka besitzt eine Bahnstation an der Eisenbahnstrecke von Kosjatyn nach Pohrebyschtsche.
Am 12. Juni 2020 wurde das Dorf ein Teil der neugegründeten Siedlungsgemeinde Ruschyn, bis dahin bildete es zusammen mit den Kordoniwka (Кордонівка) und Marjaniwka (Мар'янівка) die gleichnamige Landratsgemeinde Derhaniwka (Дерганівська сільська рада/Derhaniwska silska rada) im Südwesten des Rajons Ruschyn.
Am 17. Juli 2020 kam es im Zuge einer großen Rajonsreform zum Anschluss des Rajonsgebietes an den Rajon Berdytschiw.